# Skramsen (Järna socken, Dalarna)
Skramsen är en sjö i Vansbro kommun i Dalarna och ingår i Dalälvens huvudavrinningsområde. Sjön är 21,9 meter djup, har en yta på 1,95 kvadratkilometer och befinner sig 242,1 meter över havet. Sjön avvattnas av vattendraget Skramsbäcken.

## Delavrinningsområde
Skramsen ingår i det delavrinningsområde (672077-142093) som SMHI kallar för Utloppet av Skramsen. Medelhöjden är 247 meter över havet och ytan är 5,46 kvadratkilometer. Det finns inga avrinningsområden uppströms utan avrinningsområdet är högsta punkten. Skramsbäcken som avvattnar avrinningsområdet har biflödesordning 4, vilket innebär att vattnet flödar genom totalt 4 vattendrag innan det når havet efter 311 kilometer. Avrinningsområdet består mestadels av skog (53 procent). Avrinningsområdet har 1,96 kvadratkilometer vattenytor vilket ger det en sjöprocent på 35,8 procent.